# Germania auf der Wacht am Rhein
Germania auf der Wacht am Rhein ist der Titel eines politischen Programm- und Historienbildes des Malers Lorenz Clasen aus dem Jahr 1860. Es zeigt die Personifikation Germania als Nationalallegorie Deutschlands im Sujet der deutschen National- und Rheinromantik.

## Beschreibung und Bedeutung
Auf einem hohen Felsen am rechten Rheinufer steht Germania, das Symbol der deutschen Nation, und blickt über den Rhein in die Ferne nach Westen. Dort liegt Frankreich, das Napoleon III. in das Zweite Kaiserreich überführt hatte. 1859 hatte Napoleon III. dem Kaisertum Österreich im Sardinischen Krieg eine empfindliche Niederlage bereitet. Durch eine kühne Außen- und Kriegspolitik konnte das Zweite Kaiserreich im Zuge des Risorgimento 1860 sein Staatsgebiet im Südwesten um die Grafschaft Nizza und Teile Savoyens erweitern. Dies rief in Deutschland, insbesondere in den Rheinlanden, Erinnerungen an die Annexion des Linken Rheinufers in der Franzosenzeit und an die Rheinkrise hervor. Die Rheinkrise war 1840 durch Äußerungen des französischen Ministerpräsidenten Adolphe Thiers ausgelöst worden. Darin hatte Thiers die Forderung aufgestellt, Frankreich solle sich erneut bis auf das Linke Rheinufer ausdehnen. Gegen diese expansionistischen Bestrebungen hatte der patriotische Dichter Max Schneckenburger das Gedicht Die Wacht am Rhein verfasst. 1854 wurde der Liedtext durch den Krefelder Chorleiter Carl Wilhelm vertont, wodurch das Lied bald hohe Popularität erlangte. Daran knüpft auch der Titel des Bildes an: Germania auf der Wacht am Rhein.
Germanias blondes Haar ist bekrönt durch eine Corona aus Eichenlaub, einem Symbol für Deutschland. Über einem goldenen Kleid trägt sie als Überhang einen purpurnen Mantel, der von einer mit Edelsteinen besetzten Borte gefasst ist. In ihrer Linken hält sie einen Schild aus Eisen mit Goldfassung. Auf diesem Schild prangen der Doppeladler des Deutschen Bundes und eine Inschrift in goldenen Fraktur-Lettern: Das deutsche Schwert beschützt den deutschen Rhein. Zur Bekräftigung dieser Aussage macht Germania einen Ausfallschritt und setzt das Schwert, das sie in ihrer rechten Hand hält, vor sich auf den Rheinfelsen. Schützend steht sie so vor Reichskleinodien, die hinter ihr auf dem Felsen liegen: Reichskrone, Reichsapfel und Kaiserzepter. Nicht nur Germanias Bekleidung, in der sich das römisch-deutsche Krönungsornat andeutet, auch die Reichsinsignien weisen darauf hin, dass der Maler ein Anhänger der großdeutschen Reichsidee war, die er in seinem Gemälde als Heiliges Römisches Reich historistisch imaginiert. Das in historisch-romantischer Rückbesinnung gedachte Reich, zu dessen Schutz Germania in dem Bild programmatisch auftritt, wird daher durch eine  mittelalterliche Stadt am Ufer des Rheins versinnbildlicht. Um den Gedanken der Verteidigung auszudrücken, ist die Stadt mit starken Mauern und Türmen bewehrt. Allerdings ist ein Teil der Stadtmauer eingefallen, was auf einen mangelhaften Zustand der Verteidigungsfähigkeit Deutschlands hinweist. Der majestätisch mäandrierende Flusslauf, dessen Schleifen sich in der Tiefe einer abendlichen Landschaft verlieren, greift ein bekanntes Bildmotiv der Landschaftsmalerei der Rheinromantik auf und kann als Sinnbild der Geschichte und der philosophischen Formel panta rhei verstanden werden. So erscheint der Rhein als „Geschichtslandschaft“ und „Schicksalsfluss“ Deutschlands, als der „deutsche Rhein“, der durch Entschlossenheit und Einheit der Nation vor dem Zugriff des „Erbfeindes“ zu schützen ist.

## Entstehung und Rezeption

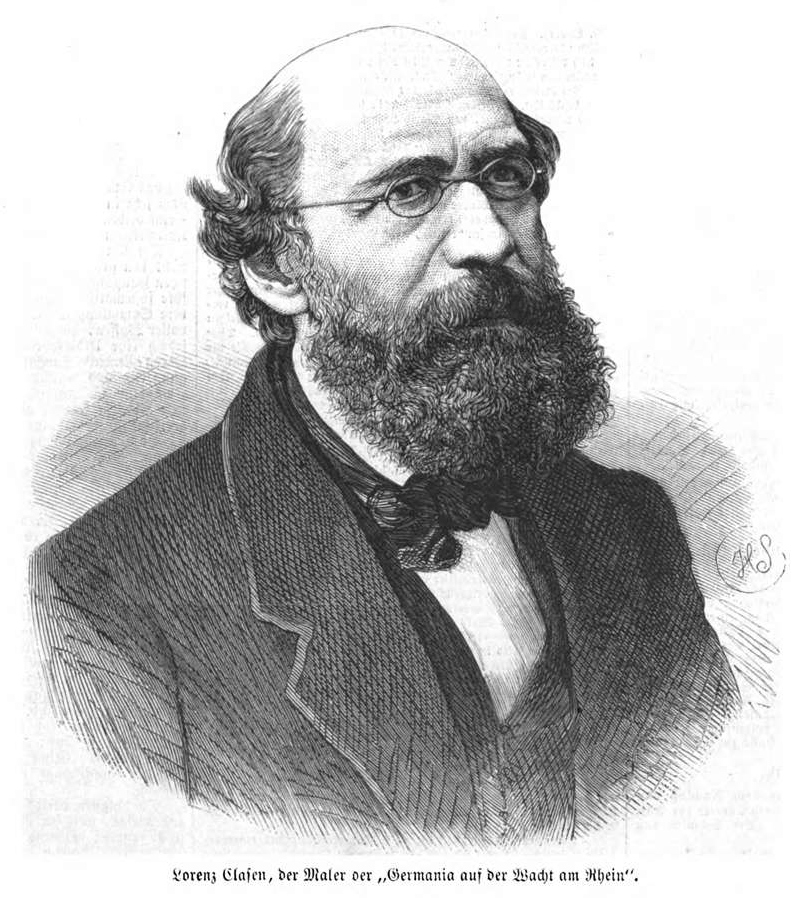
Lorenz Clasen, vorgestellt als der „Maler der ‚Germania auf der Wacht am Rhein‘“, Illustration von Hermann Scherenberg, 1871

Clasen, ein Spross der Düsseldorfer Malerschule, Cousin des Revolutionärs Lorenz Cantador und unter dessen Kommando als Offizier der Düsseldorfer Bürgerwehr in der Deutschen Revolution 1848/1849 engagiert, war ein politisch interessierter Maler, Schriftsteller und Publizist, der in seiner Düsseldorfer Zeit die Düsseldorfer Monathefte, eine frühe deutsche Satirezeitschrift, redigiert hatte. Seit Anfang der 1850er Jahre lebte Clasen in Leipzig, wo er ebenfalls publizistisch tätig war. Das 1860 von ihm dort geschaffene Gemälde wurde 1864 von dem Leipziger Großkaufmann und Übersetzer Eduard Prell-Erckens (1814–1898) dessen „Vaterstadt Crefeld“ geschenkt, welche es in ihrem Rathaus ausstellte, später in ihrem Kaiser-Wilhelm-Museum. Da die Germania auf der Wacht am Rhein eine auffallende Ähnlichkeit zur Erwachenden Germania aufweist, die der Maler Christian Köhler 1848/1849 geschaffen hatte, wird vermutet, dass sie Clasen als Vorbild diente. Gegenüber Köhlers Germania nimmt Clasens Nationalallegorie eine aggressivere Haltung ein, die den schon bei Köhler angelegten Typus einer Walküre stärker hervortreten lässt.
Clasens Bild wurde über Reproduktionen und Adaptionen einem breiten Publikum zugänglich. Bereits in den 1860er Jahren kursierte Clasens Germania auf den Titeln von Zeitschriften und Liedanthologien als Sinnbild der wehrhaften Nation. Am Neujahrstag 1868 erhielt der französische Botschafter beim Heiligen Stuhl in Rom, Eugène de Sartiges (1809–1892), von Anhängern Giuseppe Garibaldis, die infolge französischer Unterstützung des Kirchenstaats am 3. November 1867 bei Mentana eine militärische Niederlage erlitten hatten, eine Fotografie des Gemäldes mit dem prophetischen, dem Kurfürsten Friedrich Wilhelm von Brandenburg im Frieden von Saint Germain zugeschriebenen Ausspruch „Exoriate aliquis nostris ex ossibus ultor!“ (deutsch: Rächer, erstehe du mir einst aus meinen Gebeinen!), woraufhin der Botschafter veranlasste, dass die päpstliche Polizei alle in Roms Buch- und Kunsthandlungen ausgestellten Bilder des Gemäldes beschlagnahmen ließ. Zur nationalen Mobilisierung diente das Gemälde 1870 zu Beginn des Deutsch-Französischen Krieges, als es zusammen mit dem Lied Die Wacht am Rhein in kleinen Zwei-Blatt-Heften an Soldaten verteilt wurde. Mitte der 1860er Jahre schuf Clasen als „Seitenbild“ eine weitere Germania, die Germania auf dem Meere, ein Ölgemälde, nach welchem die Zeitschrift Die Gartenlaube einen Stich als Illustration veröffentlichte.

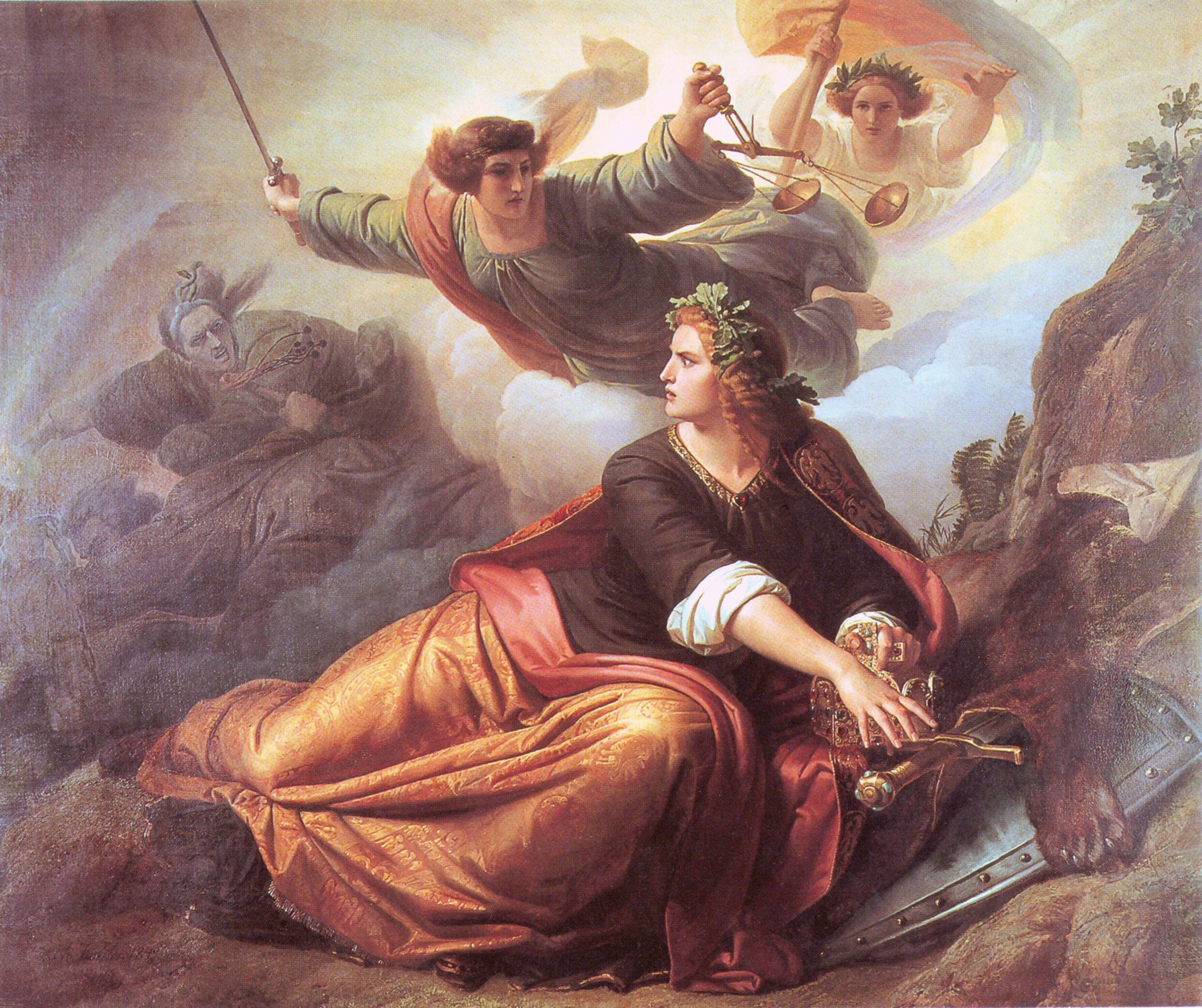
Erwachende Germania, Gemälde von Christian Köhler, 1848/1849
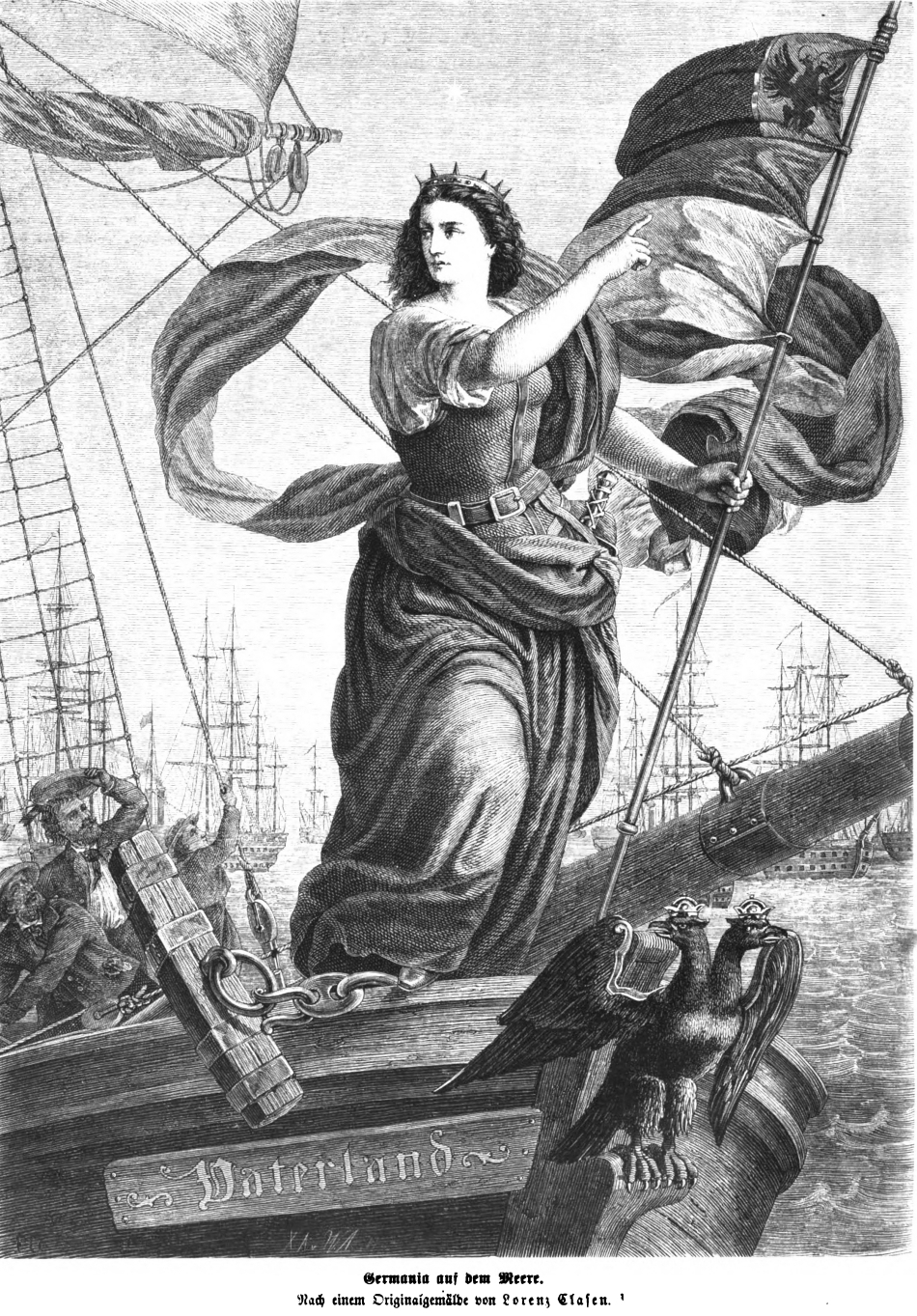
Germania auf dem Meere, Illustration in der Zeitschrift Die Gartenlaube, 1865
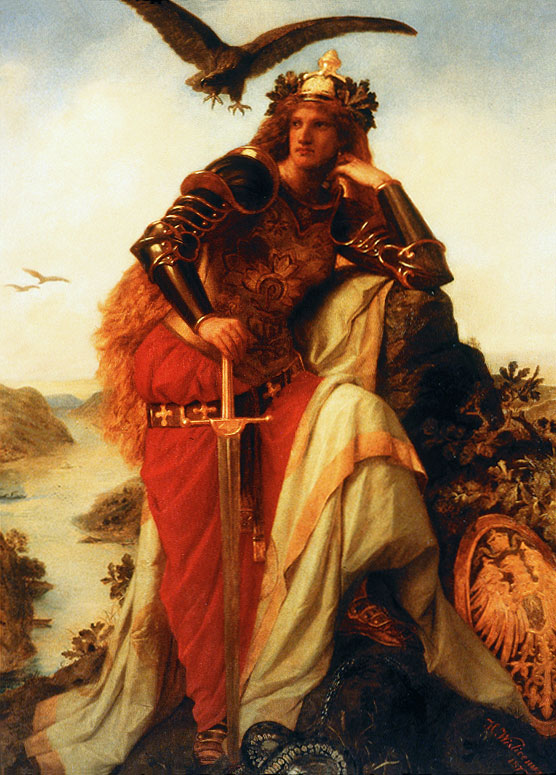
Germania auf der Wacht am Rhein, Gemälde von Hermann Wislicenus, 1873
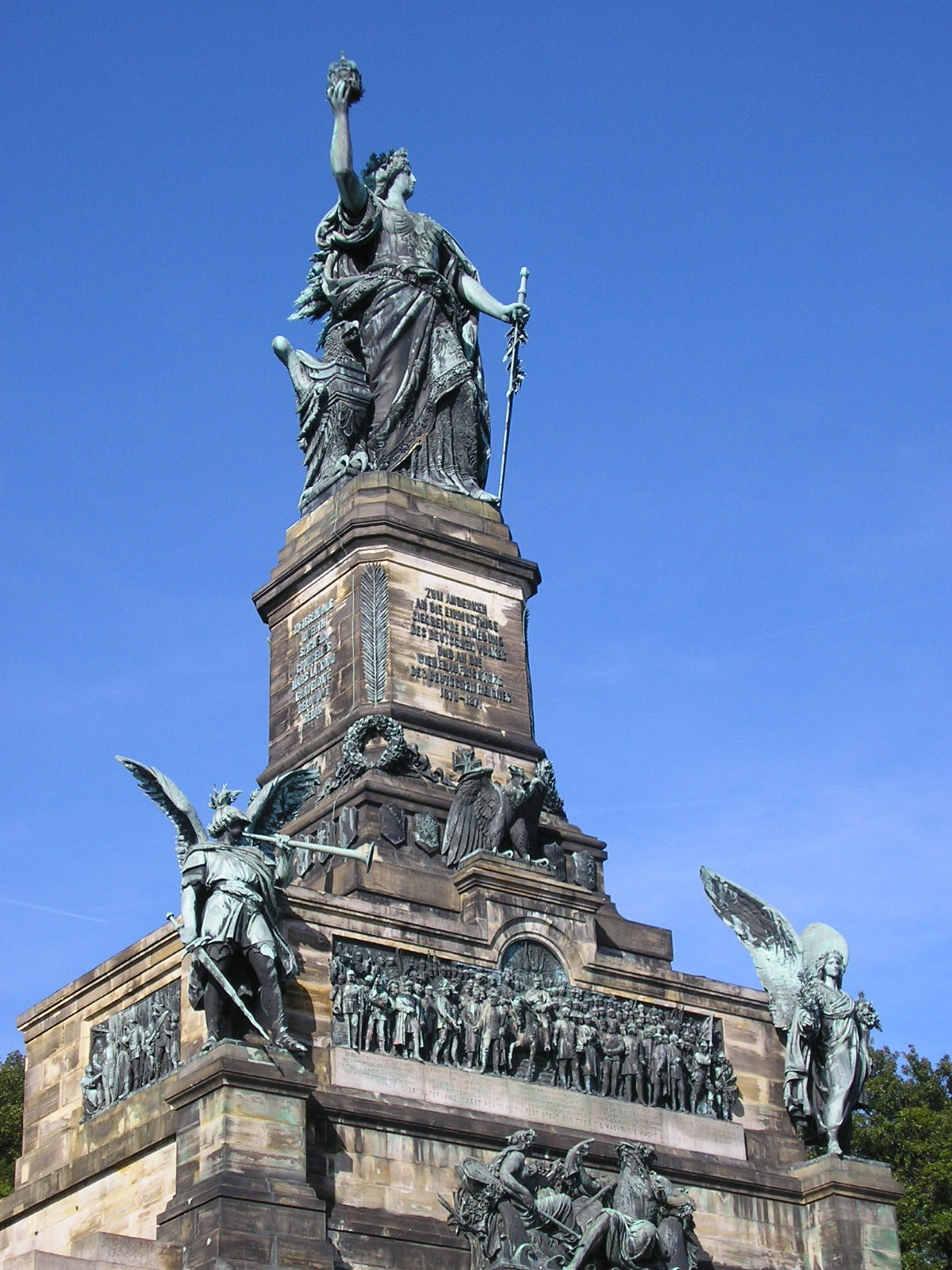
Niederwalddenkmal, Skulptur von Johannes Schilling, 1874–1883

Clasens Germania auf der Wacht am Rhein war Vorbild einer nachfolgenden und gleichnamigen Germania-Darstellung, die Hermann Wislicenus, Professor an der Kunstakademie Düsseldorf, 1872 malte. Da dieses Werk beim Brand des Düsseldorfer Schlosses vernichtet worden war, schuf Wislicenus 1873 eine Neufassung. Diese Germania zeigt die deutsche Nationalallegorie nach dem siegreichen Ausgang des Deutsch-Französischen Kriegs mit Plattenpanzer und Pickelhaube in einer äußerst kriegerischen Ausrüstung sowie in einer fast männlich wirkenden Gestalt, die den Sieg über Frankreich mit Entspannung und Saturiertheit zu empfinden scheint. Ein stilbildender Einfluss wird Clasens Germania auch darüber hinaus zugeschrieben, etwa für die Darstellung der Germania auf dem Kaiserfest des Künstlervereins Malkasten (1877) und auf die Gestaltung des Niederwalddenkmals (1874–1883).